# Philippe Buchez
 (mars 2017).
Philippe Joseph Benjamin Buchez, né le 31 mars 1796, à Matagne-la-Petite (Belgique), mort le 11 août 1865 à Rodez, est docteur en médecine (1825), homme politique, historien et sociologue français, sa doctrine inspire la fondation du journal L'Atelier par un groupe d'ouvriers.

## Biographie

### Jeunesse

#### Famille
Buchez naît en 1796 à Matagne-la-Petite, alors dans le département des Ardennes (aujourd'hui en Belgique, dans la province de Namur), mais ses parents habitent Paris. Il reçoit une éducation dans la foi catholique par sa mère Marie-Anne Buchet qui était une femme pieuse. Il l’apprécie beaucoup mais elle meurt le 8 juillet 1811 alors qu’il a seulement 15 ans.
Son père, Jacques-Philippe Buchez, occupe un emploi de surnuméraire aux fermiers généraux avant 1789. Il est nommé au Directoire du district de Couvin puis révoqué le 20 vendémiaire an VI (11 octobre 1797). En octobre 1798, il participe à la création de l’administration de la régie de l’octroi. En 1809, sous l’Empire, Jacques-Philippe Buchez est nommé chef de bureau à l’Administration des droits réunis à la division des octrois. Au retour des Bourbons, il perd la place de fonctionnaire qu'il avait puisqu'il est rétrogradé. Le 14 septembre 1816, le père de Philippe Buchez meurt, il se retrouve alors sans père et sans mère à l’âge de 20 ans.

#### Formation professionnelle
Philippe Buchez réalise ses études secondaires dans des petites pensions. A l’âge de 15 ans, il rentre dans la vie professionnelle. Il devient stagiaire non rémunéré à l’Administration des droits réunis. Il travaille dans le service administratif dirigé par son père. Buchez suit les cours d'histoire naturelle au Jardin des plantes, en même temps qu'il est employé à l'octroi. Le contact avec la philosophie engendre une crise intellectuelle et religieuse chez lui. Il est marqué par la lecture de l’Origine de tous les cultes, ou Religion universelle de Charles-François Dupuis, c’est un ouvrage irréligieux. Il rompe avec la religion.

#### Étude de médecine
La mort de ses parents et de ses grands-parents, lui ont fait hériter d’une petite fortune ce qui lui permet de vivre modestement et de reprendre les études. Il s’inscrit à la Faculté de médecine de Paris, alternant dissections à l'amphithéâtre et discussions politiques. En 1822, il met de côté son activité politique pour se consacrer pleinement à ses études. Il passe le bac en 1824, comme il est devenu obligatoire pour devenir médecin et qu’il ne l’avait pas. Il soutient sa thèse en 1825. Il se spécialise sur l’anatomie et la physiologie du système nerveux. Il publie quatre ouvrages en sciences médicales entre 1825 et 1843.

#### Engagement politique
Durant son emploi au sein de l’octroi sous l’Empire, Philippe Buchez se lie d’amitié avec trois collègues : Saint-Amand Bazard, Nicolas Joubert et Flotard. Philippe Buchez se porte volontaire en 1814 pour la défense de Paris, au moment de la première Restauration. Cette action politique a pour conséquence son éviction de l’administration. Il est réintégré à la suite des demandes de grâce de son père.
La répression politique qui suit la restauration de la Monarchie indigne Buchez et ses compagnons. Ils s’engagent dans la voie de la lutte contre le régime monarchique. Ils mènent ce combat au nom du patriotisme et de la liberté.
Le pouvoir politique ferme 17 universités des lettres en 1815. C’est au sein des universités de droit et de médecine que l’on retrouve les foyers les plus virulents de la contestation politique. Buchez ayant repris des études de médecine sur cette période, il se retrouve à l’intérieur des foyers de la contestation politique. Les trois anciens collègues de Buchez ont également repris leurs études, ils sont tous les trois (Bazard, Joubert et Flotard) en droit. Les quatre compagnons vont prendre la tête de ces mouvements séditieux estudiantins. Leur prestige est issu du fait qu’ils sont plus âgés que la moyenne étudiante et qu’ils sont des anciens combattants. Ils se donnent pour mission d’organiser la jeunesse intellectuelle. Flotard, Bazard et Buchez fondent en juillet 1820, « la Société diablement philosophique ».

### Sociétés secrètes

#### Création de la loge «Les amis de la Vérité»
En juin 1820, avec Saint-Amand Bazard, Pierre Dugied, Flotard et Nicolas Joubert, il fonde la loge maçonnique « Les amis de la Vérité ». Un mois après sa création, ils sont déjà rejoint par trente jeunes (étudiants en droit, en médecine ou commis). La loge connaît un essor rapide, elle compte 1000 membres à son apogée. Cette loge est une société de pensée qui prend ces distances avec le formalisme rituel maçonnique. Son orientation politique est républicaine.

#### Complot du Bazar français
Un complot devant aboutir à une insurrection est monté au cours de l’année 1820 par des civils tels que Joseph Rey, des hommes politiques et également des militaires. Les organisations étudiantes sont mises à contribution. L’insurrection est initialement prévu le 10 août 1820 mais à la suite de tergiversions des organisateurs, elle est finalement fixée à la nuit du 19 au 20 août. Les conjurés se déguisent en gardes nationaux et attendent armés sur les marches de la maison faisant office de quartier général l’ordre du soulèvement. La police prend des mesures préventives pour contrer la rébellion ce qui découragent les dirigeants politiques d’agir. Le complot échoue. Plusieurs militaires sont arrêtés mais aucun étudiant. À la suite du complot, Buchez s’exile en Belgique avec Bazard.

#### Charbonnerie française
Après le complot du Bazar français, Joubert et Dugied s’exilent en Italie. Ils intègrent les carbonari italiennes, une société secrète ayant participé à la révolution libérale italienne. Au début de l’année 1821, ils rentrent tous sur Paris.
Philippe Buchez, Saint-Amand Bazard, Flottard, Pierre Dugied, Nicolas Joubert et quelques autres, figurent parmi les fondateurs de la Charbonnerie française (qui compte jusqu'à 80 000 membres en 1822). C’est une société secrète qui cherche à renverser le régime monarchique. Buchez devient l'un des principaux animateurs en France, il est chargé de développer l’organisation dans l’Est de la France. Il fonde des groupes à Mulhouse, Belfort, Metz et Strasbourg.
En 1821, il tente de soulever les départements de l'Est, dans les Vosges, pour renverser les Bourbons, mais il est arrêté à Metz le 8 janvier 1822 et conduit à Colmar, où il passe devant les assises. Le procès s'ouvre le 22 juillet 1822. Mais le juge Goldberg qui prend plaisir à causer d'histoire et d'archéologie avec le détenu Buchez, se montre compréhensif, et Buchez est acquitté. D'autres soulèvements sont organisés par la charbonnerie comme à Toulon, Nantes, Saumur et La Rochelle mais aucun n'aboutit.

### Pensée de Buchez

#### Saint-simonisme
Reprenant alors ses études médicales, il est reçu docteur en 1824, peu après avoir publié un Précis élémentaire d'hygiène. De même, il devient le principal rédacteur du Journal du progrès des sciences et institutions médicales, où il insère des articles sur l'organisation de la médecine.
Après avoir lu le Nouveau christianisme - Dialogues entre un conservateur et un novateur de Claude-Henri de Rouvroy de Saint-Simon en 1825, Buchez se déclare saint-simonien.
En 1825-1826, il collabore au journal saint-simonien Le Producteur fondé par Olinde Rodrigues et Prosper Enfantin. Il s’occupe des rubriques de philosophie des sciences et de celle de la médecine. On constate à cette époque, que Buchez est positiviste et scientiste. Ce journal disparaît fin 1826 à la suite de difficulté financière.
En 1827, il fonde sa propre revue scientifique, intitulée Journal des Progrès. Il lance un peu plus tard la Revue Nationale qui est l’organe de presse de son école de pensée.

#### Du saint-simonisme au socialisme chrétien

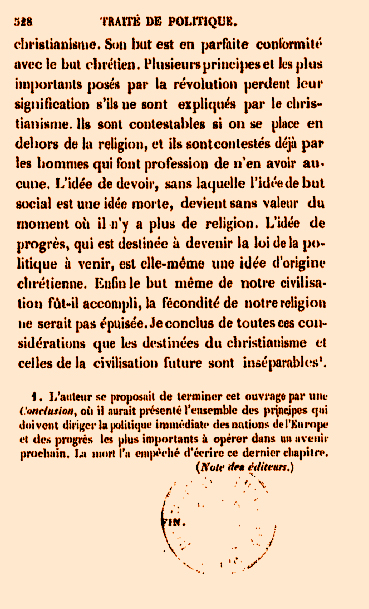
Dernières lignes de son dernier ouvrage où il affirme l'identité de la Foi et de la Révolution

Se séparant de Bazard et des rédacteurs du Producteur, il fonde avec Flocon, Thierry et Léon Pilet, le Club des Amis du peuple, dont les autorités font fermer les portes le 25 septembre 1830. Peu après, retournant à la foi chrétienne, il abandonne les idées saint-simoniennes, dont il n'accepte pas le panthéisme, et devient le défenseur d'un néo-catholicisme qu'il place à la base de ses théories politiques. Il publie le Journal des sciences morales et politiques (1831), qui devient bientôt L'Européen, et tente de concilier la doctrine catholique orthodoxe avec les théories les plus démocratiques. Malgré sa défiance à l'égard du gouvernement de l'Église, il est l'initiateur du mouvement social chrétien. Il tente de réaliser l'association ouvrière de production, mais, en opposition avec les tentatives communistes de Robert Owen et l'organisation saint-simonienne, les groupements qu'il fonde n'ont qu'une durée assez courte, à l'exception de celui des bijoutiers en doré qui survit jusqu'en 1873 sans avoir connu une grande extension.

#### Pensée sociale
Buchez critique violemment la bourgeoisie leur reprochant dans son Histoire parlementaire de la Révolution, d’avoir empêché « la réalisation des principes de liberté, d’égalité et de fraternité ». Le terme le plus important de cette devise aux yeux de Buchez c’est la liberté.
Pour lui, l’homme est un être social qui dépend de la société en recevant tout d’elle. La société est nécessaire pour l’homme, sans elle l’homme n’est capable de rien. Il considère que l’égoïsme est « une négation de la société » et donc il ne cesse de le critiquer ainsi que la paresse. Buchez apporte beaucoup d’importance au travail parce qu’il permet à l’homme de progresser. L’homme a un rôle social à remplir sur la terre. Le travail permet « l’oubli de soi même ». Il considère que chaque homme doit travailler. La rémunération du travail doit être rétribuée en fonction des compétences et des tâches réalisées.
Pour lui, la réponse de la question sociale concernant la misère ouvrière c’est l’associationnisme. On retrouve déjà cette idée d’association dans la pensée de Charles Fourrier en 1808. L’association supprime la distinction entre maître et ouvrier ce qui permet l’affranchissement des salariés. Il considère que c’est le rôle des ouvriers qualifiés de décider et de contrôler la production. La rémunération doit être faite en fonction des compétences individuelles et également « à la tâche ou à la journée ». Les associés se partagent 80% des intérêts du capital et les 20% restant vont former le capital social de l’association. Selon lui, ce mode de fonctionnement permettrait d’enlever « les parasites ». Il soutient l’idée de la création d’une Caisse Générale de Crédit Public permettant le financement initiale de ces associations lors de leur création. Cette caisse publique doit être indépendante du pouvoir politique. Les ouvriers doivent récupérer les instruments de production des mains des capitalistes de manière pacifique.

#### Socialisme chrétien
Buchez considère que la religion est un lien fédérateur donnant une morale qui permet la recherche du bon et du bien par l’homme, l’éloignant ainsi de son individualisme. Il pense que la religion n’est pas seulement de la théologie mais qu’elle a avant tout un but social. Buchez dénonce un christianisme qui serait dégradé selon lui, comme il a oublié son but humanitaire. Le message du Christ serait mal compris par les hommes. Buchez croit en une vision évolutive et progressive de l’histoire. Pour lui, l’homme est associé à la création et que le règne de l’association serait la dernière période du christianisme. Buchez fonde sa pensée socialiste sur les Evangiles avec l’enseignement de la fraternité chrétienne et de la vertu. Il cherche à rassembler le christianisme et les idées révolutionnaires.

### Naissance de sa notoriété
Sous la monarchie de Juillet, il acquiert une grande notoriété, tant dans le monde catholique (le député de l'Aveyron Pierre Pradié fait ainsi partie de son courant) que parmi les démocrates et les républicains, avec son Introduction à la science de l'histoire, ou science du développement de l'humanité (1833), où il déclare que le fondement de la morale est une donnée théologique, c'est-à-dire un dogme, et où il attaque l'égoïsme des gouvernants qui ne cherchent que leur intérêt particulier, ou son Essai d'un traité complet de philosophie du point de vue du catholicisme et du progrès social (1830). Il publie également L'histoire parlementaire de la révolution en 40 volumes (1834-1840), compilation de débats d'assemblée, d'articles de journaux, de motions de clubs, le tout entrecoupé de commentaires à travers lesquels il expose longuement ses idées.
En septembre 1840, des ouvriers s'inspirant des conceptions de Buchez, dont C. A. Corbon, fondent un journal, L'Atelier, « organe des intérêts moraux et matériels des ouvriers », qui paraît jusqu'en juillet 1850. Ces ouvriers y développent un plan de réforme de la société fondé sur l’association ouvrière. Ces associations, qui sont des coopératives ouvrières de production formées sur la base d'un capital inaliénable et indissoluble, doivent, selon eux, en se propageant, permettre de rassembler un « capital ouvrier » global sur lequel la classe laborieuse pourra s’appuyer ; leur généralisation poserait les fondements d’une rénovation de la société par l'Associationisme. Mais ce plan n'a connu qu'une application très limitée, avec la création, en 1834, de l'Association des ouvriers bijoutiers en doré. Sa théorie fut critiquée par Engels dans une lettre à August Bebel de mars 1875, où il dénonce la proposition de Lasalle sur les coopératives ouvrières qui seraient financées par l'État, expliquant que cela provient de l'associationnisme de Buchez, alors que ce dernier était opposé aux socialistes et avait voté contre le droit au travail.

### Carrière politique
Après la révolution française de 1848 et l'instauration de la République, Garnier-Pagès le choisit comme adjoint à la mairie de Paris. Buchez s'occupe alors activement de la garde nationale et de la mise sur pied des Ateliers nationaux. Élu représentant de la Seine (le 17e sur 34) le 23 avril 1848, siégeant à droite, il est porté à la présidence de l'Assemblée (5 mai-6 juin), ce qui fait de lui le premier président d'une assemblée française véritablement élue au suffrage universel. Son discours inaugural est ambitieux, mais sa présidence effective ne dure qu'une huitaine de jours, et tous les partis s'accordent à reconnaître que son passage au fauteuil présidentiel aura été peu brillant.
Pendant les journées de Juin 1848, ulcéré par les luttes fratricides entre l'armée et la garde nationale, commandée par le général Eugène Cavaignac, ministre de la guerre, et les ouvriers, il refuse de porter les armes et, s'il monte sur les barricades, c'est pour soigner les blessés. Il préside néanmoins l'Association démocratique des amis de la Constitution qui œuvre en faveur de Cavaignac avant l'élection présidentielle de décembre.
Son échec aux élections législatives de mai 1849 marque la fin de sa courte carrière d'homme politique. Opposant à Louis-Napoléon Bonaparte, il est même arrêté le 2 décembre 1851, avant d'être rapidement relâché.

### Retraite
Pendant le Second Empire, il retourne à ses études, se consacre notamment à la rédaction d'un Traité de politique et science sociale. Seul et oublié, il meurt à Rodez le soir du 11 août 1865, à 69 ans. Le 16 août, après des obsèques célébrées en l'église des Missions étrangères, son corps est inhumé au cimetière du Père-Lachaise (36e division).
Ayant laissé son dernier ouvrage à l'état de manuscrit, ses amis le publient en 1866.

## Publications

### Sciences médicales
- Précis élémentaire d'hygiène (en collaboration avec le Dr Ulysse Trélat), Paris, Raymond, 1825, 378 p.
- Considérations générales sur les fièvres intermittentes, Paris, 26 mars 1825
- Introduction à l'étude des sciences médicales, leçons orales recueillies et rédigées par Henry Belfield Lefèvre, Paris, E. Éveillard, 1838, 254 p.
- Théorie générale des fonctions du système nerveux, ou Démonstration de la loi de génération des phénomènes nerveux, Paris, imprimerie de J. Belin-Leprieur fils, 1843, 51 p.

### Histoire
- Introduction à la science de l'histoire ou Science du développement de l'humanité, Paris, Paulin, 1833, 568 p.
- Histoire parlementaire de la Révolution française, ou Journal des assemblées nationales depuis 1789 jusqu'en 1815, précédée d'une introduction sur l'histoire de France jusqu'à la convocation des États-Généraux (en collaboration avec Pierre-Célestin Roux-Lavergne), Paris, Paulin, 1834-1838, 40 volumes
- Histoire de la formation de la nationalité française, Paris, imprimerie de Dubuisson, 1859, 2 volumes

### Essais
- Essai d'un traité complet de philosophie, du point de vue du catholicisme et du progrès, Paris, E. Éveillard, Périsse frères, 1838-1840, 3 volumes
- Traité de politique et de science sociale[10], Paris, Amyot, 1866, 2 volumes, Tome 1 et Tome 2.